# LHD (プラズマ装置)

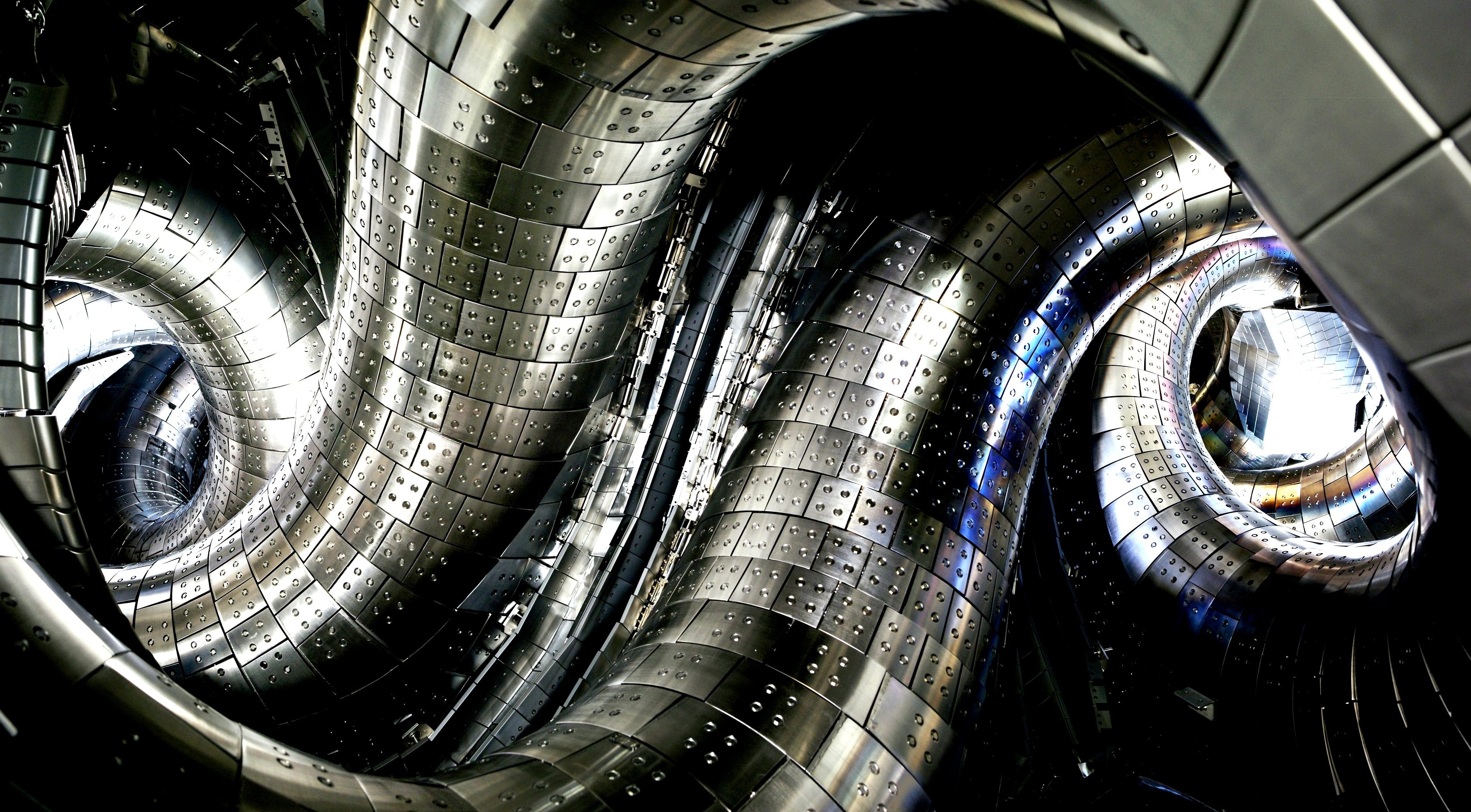
LHDのプラズマ真空容器の内部

LHD（Large Helical Device、大型ヘリカル装置）は核融合研究の為に日本の自然科学研究機構核融合科学研究所(NIFS)のLHDプロジェクトによって製作された大型のヘリカル型プラズマ装置。日本独自のヘリオトロン配位が用いられ、54分の長時間のプラズマ持続や、核融合に必要な条件の10倍となる{\displaystyle 10^{15}} 個{\displaystyle \mathrm {/cm^{3}} }の高密度プラズマを成功させた。プラズマの温度は、2017年3月から始まった重水素を用いた実験で、核融合に必要な条件である1億2,000万度に達した。

## 沿革
- 1987年7月- 岐阜県土岐市の土地約47万平方メートルを購入
- 1989年 - 核融合科学研究所設立
- 1990年 - 土岐実験施設・管理研究所棟・建設開始
- 1997年12月 - LHD装置本体完成
- 1998年3月31日- LHD装置ファーストプラズマ点火に成功
- 2010年11月10日- LHD実験10万ショットに到達
- 2017年 - 重水素実験開始
- 2020年 - 電子温度・イオン温度共に１億度に達するプラズマの生成に成功[3]
- 2022年 - 重水素実験終了
- 2023年 - 学術研究基盤LHDとして運用開始[4]

各年度毎に実験運転計画による実験運転を行い、2023年度は第25サイクル目に入る。

## 所要構成
本体構成：
- プラズマ真空容器
- 超伝導磁場コイル(ヘリカルコイル、ポロイダルコイル)
- 断熱真空容器ベルジャー
- 支持構造物

大きさ：
- 高さ（ポート部を含む） 9.1 m
- 直径 13.5 m
- 重量 約1,500 t
- 冷却部重量 約850 t
- 本体棟 縦97 m、横130 m、高さ約50 m

（トリビア：本体室北の搬入口の扉は720 tあり、ギネスブックによると世界最重量の扉）

## 技術と周辺装置
- プラズマを閉じ込める磁場を作るため、ヘリカルコイルとポロイダルコイルが設置されている。ヘリカルコイルはらせん状に巻かれた2本のコイルであり、ドーナツを取り巻くように設置されている。
- LHDの主なコイルには超伝導コイルが使われており、磁場閉じ込め核融合実験装置としては世界初である。本装置以外のヘリカル型装置では、ドイツのマックス・プランク研究所で建設中の「ヴェンデルシュタイン7X計画」でも、超伝導コイルを使った実験を行う予定である。また、トカマク型では2009年に中国が、等離子体物理研究所において超伝導を用いた装置(EAST)を完成させている。

- 核融合研究のため、プラズマ真空容器周辺には数多くの機器が用意されている。本装置の場合には、プラズマの温度を上げるための中性粒子照射装置(NBI)、イオンサイクロトロン共鳴加熱装置(ICRF)、電子サイクロトロン共鳴加熱装置(ECH)がある。また、局所的に磁場を変化させるローカルアイランドダイバーター、真空装置内の不純物を取り除く排気装置、そして各種の実験観測装置などが取り付けられている。

- この装置で得られた結果は、現在建設が進められているITER（トカマク型）や量子科学技術研究開発機構のJT-60SA（トカマク型）でも役立てられている。

## その他

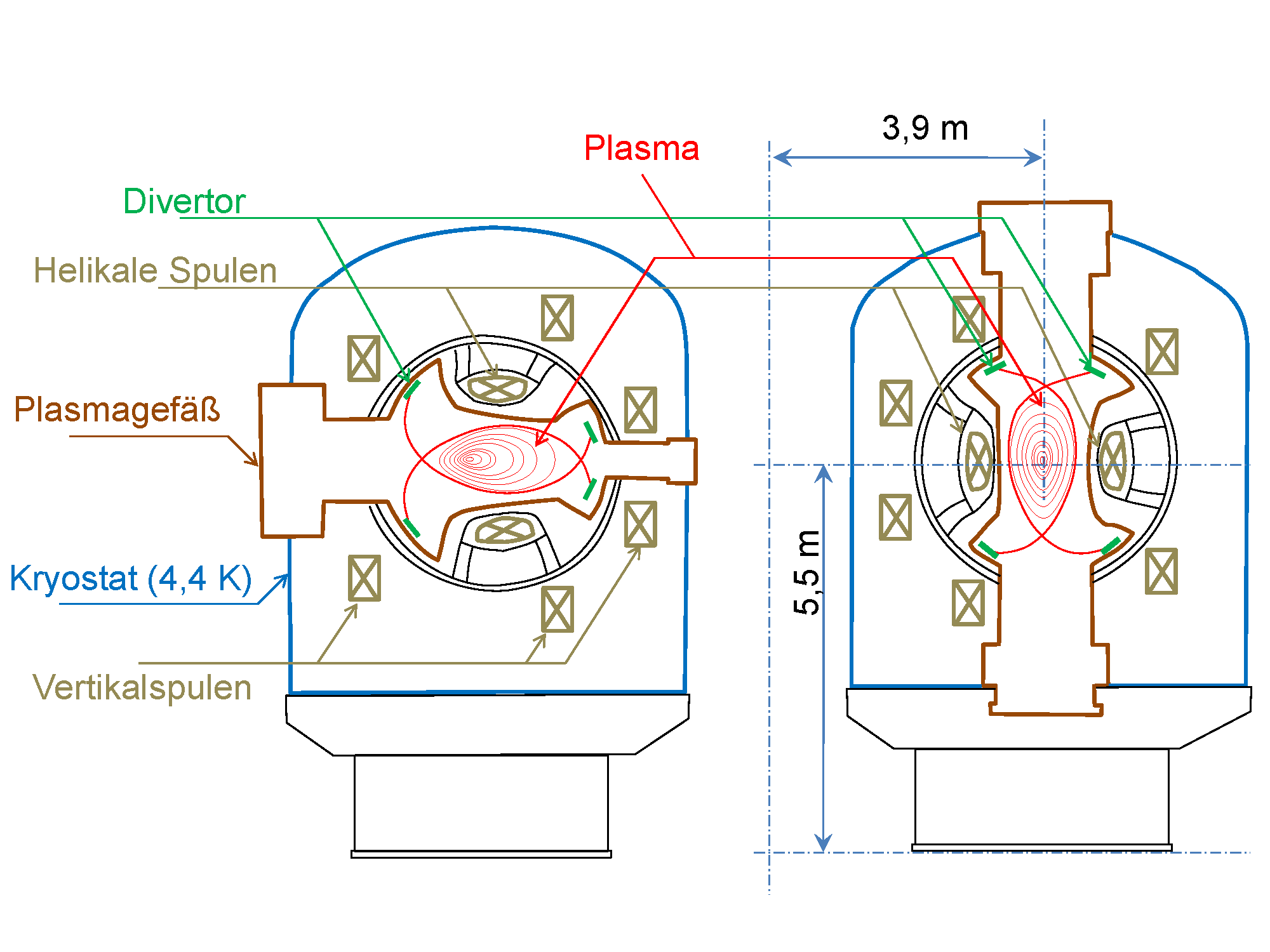
LHDの構造

### 技術的解説
- 原子核融合炉を実現するためには、各フェーズがある。研究炉（本装置がそれに当たる）、実験炉（ITERなどがそれに当たる）、実証炉（商業実証運転を行う装置）、そして商業炉である。2008年現在の原子核融合技術は、研究炉と実験炉の中間に当たるフェーズに相当する。
- 核融合技術で商業実証運転までたどり着けるのは、建設費などの制約条件により、当面はトカマク型が先行している。しかしながら、日本としては将来的には慣性型やヘリカル型なども候補に挙がってくると考えられるので、現在も研究を継続している（慣性型・大阪大学、ヘリカル型・本研究所）。

### ヘリカル装置
- 研究所内にはLHDの他に、CHSと呼ばれる中型ヘリカル型実験装置があり、プラズマ物理学における基礎実験などに用いられている。性能は、遥かに及ばないが、占有型実験などにも用いられる。

### システム
- 大電流制御を行うための装置などが併設されており、安全のため厳重に管理され、サイバー攻撃からの耐性検証研究も行われている。保守・点検などは装置を止めてから実施する。
- 核融合を目的とした実験装置のため、連鎖反応がある核分裂型と異なり、装置を停止すれば自然に反応が止まる。

### 重水素実験
- より詳しい研究のため、LHDでは重水素実験が計画されている。しかし、周辺住民(多治見市、土岐市、瑞浪市)の合意を得るまでは実験を行わないとしており、定期的に説明会が行われている。
- 2017年3月から重水素実験を開始した。重水素実験ではD-D核反応によって微量の高速中性子が発生する。これを遮蔽するため、本体棟の隔壁はあらかじめかなりの余裕を持って設計されており、外部に対する被爆の心配は少ない。重水素実験では装置本体の放射化などが懸念されているが、核融合科学研究所では、法令に沿って適切に処理するとしている。
- 本装置では三重水素を使った実験を行う予定はない。
- 2022年12月に重水素実験を終了した。[6]

### 設置運用機関
- 文部科学省
  - 自然科学研究機構核融合科学研究所

### 研究対象
- 原子核融合

### 装置
- 核融合炉
- ヘリカル型

### 政治・技術
- ITER